# Uniwersytet w Gulu
Uniwersytet w Gulu – jeden z dziewięciu uniwersytetów publicznych w Ugandzie, który rozpoczął działalność w 2002 w mieście Gulu, na podstawie ustawy 7. parlamentu Ugandy z 2001.
W lipcu 2014 uniwersytet przydzielił 2500 stypendiów od prywatnych sponsorów i około 250 rządowych. Łączna liczba studentów w 2014 wynosiła około 6000.